# لويس ويليام لارسن
لويس ويليام لارسن هو سياسي كندي، ولد في 16 يناير 1892، وتوفي في 18 أكتوبر 1955. انتخب عضو المجلس التشريعي من ساسكاتشوان.